# 市場脩斗
市場 脩斗（いちば しゅうと、2003年2月14日 - ）は、日本の男子バスケットボール選手である。ポジションはガード。B.LEAGUEのレバンガ北海道所属。

## 来歴
千葉県出身。
市立船橋高校から専大に進学し、2024年12月に特別指定選手として越谷アルファーズに加入。Bリーグデビュー2試合目から先発に名を連ねると、15試合の先発を含む19試合の出場で1試合平均6.3得点1.6リバウンド1.8アシストを記録。
2025年5月21日、レバンガ北海道に加入。

## 所属歴
- 市立船橋高校
- 専修大
  - 越谷アルファーズ（特別指定選手：2024年 - 2025年）
- レバンガ北海道（2025年 - ）